# Cigrovec
Cigrovec falu Horvátországban Krapina-Zagorje megyében. Közigazgatásilag Pregradához tartozik.

## Fekvése
Krapinától 10 km-re délnyugatra, községközpontjától 5 km-re délkeletre a Horvát Zagorje nyugati részén fekszik.

## Története
A településnek 1857-ben 703, 1910-ben 1187 lakosa volt. Trianonig Varasd vármegye Pregradai járásához tartozott. A településnek 2001-ben 533 lakosa volt.

## Külső hivatkozások
- Pregrada hivatalos oldala
- A város információs portálja